# Xavier Pujadas Martí
Xavier Pujadas Martí (Barcelona, 10 de marzo de 1964) es un historiador, especializado en historia del deporte.
Doctor en Historia Contemporánea por la Universidad de Barcelona, ha desarrollado casi toda su trayectoria en la Facultad de Ciencias de la Actividad Física y del Deporte Blanquerna (Universidad Ramon Llull) desde 1997, donde imparte docencia sobre historia del deporte.
Al principio de los años 90 inició con el historiador Carles Santacana una línea de investigación sobre historia del deporte, entonces casi inédita y carente de rigor historiográfico. Entre los dos publicaron varias obras sobre historia del deporte catalán como L'altra olimpíada : Barcelona'36 : esport, societat i política a Catalunya (1990), la Història il·lustrada de l'esport a Catalunya (1994 y 1995) o L’Esport és notícia : història de la premsa esportiva a Catalunya : (1880-1992). (1880-1975) (1997), obras que ha sido referentes en su campo.
Aparte, en 2002 creó el Grupo de Investigación e Innovación sobre Deporte y Sociedad y es director del Instituto de Investigación en Deporte, Salud y Sociedad de Barcelona, ambos vinculados a la Universidad Ramon Llull. También presidió la Asociación Española de Investigación Social Aplicada al Deporte (2004-08) y ha sido miembro del European Committee for Sports History.

## Obras
- Tortosa, 1936-1939 : mentalitats, revolució i guerra civil. Tortosa: Publicacions de l'Institut d'Estudis Dertosencs, 1988. ISBN 84-86302-14-5 (en catalán)
- L'altra olimpíada : Barcelona'36 : esport, societat i política a Catalunya. (1900-1936) (con Carles Santacana). Badalona: Llibres de l'Index, 1990. ISBN 84-87561-00-4 (en catalán)
- Història il·lustrada de l'esport a Catalunya. (con Carles Santacana). Barcelona: Diputació de Barcelona, 1995. ISBN 84-7794-286-2 (en catalán)
- Marcel·lí Domingo i el marcel·linisme. Barcelona: Abadia de Montserrat, 1996. ISBN 84-7826-718-2 (en catalán)
- L’Esport és notícia : història de la premsa esportiva a Catalunya : (1880-1992). (con Carles Santacana). Diputació de Barcelona, 1997. ISBN 978-84-92028-96-2 (en catalán)
- Els Orígens de la natació esportiva a Catalunya. Generalitat de Catalunya, Consell Català de l'Esport, 2005. ISBN 84-393-6624-8 (en catalán)
- Joan Gamper : 1877-1930 : l'home, el club, el país. (con Sixte Abadia) (2006) (en catalán)
- El Camp Nou : 50 anys de batec blaugrana. (con Carles Santacana y Manel Parés). Barcelona: Col·legi d’Arquitectes de Catalunya, 2007. ISBN 978-84-96842-04-5
- La metamorfosis del deporte. Investigaciones sociales y culturales del fenómeno deportivo contemporáneo. Barcelona: UOC, 2010. ISBN 84-9788-904-5
- Xavier Pujadas (Edit.), Atletas y ciudadanos. Historia social del deporte en España 1870-2010. Madrid: Alianza, 2011. ISBN 978-84-206-6463-7
- Història de l'atletisme a Catalunya. (con Carles Santacana). Federació Catalana d’Atletisme, 2012. ISBN 978-84-615-8281-5 (en catalán)

Además, ha publicado artículos en revistas internacionales y ha coordinado diversas publicaciones sobre historia del deporte. También ha colaborado en obras colectivas y ha sido prologuista de varias monografías, todas sobre Historia social y del deporte.